# Cottonwood (Colorado)
Cottonwood è una comunità non incorporata e precedentemente un census-designated place (CDP) della contea di Douglas, Colorado, Stati Uniti. La popolazione era di 931 abitanti al censimento del 2000. Cottonwood non comparve nel censimento del 2010, poiché la maggior parte di essa era stata incorporata nella vicina città di Parker.

## Geografia fisica
Secondo lo United States Census Bureau, ha un'area totale di 0,9 mi² (2,33 km²).

## Società

### Evoluzione demografica
Secondo il censimento del 2000, la popolazione era di 931 abitanti.

### Etnie e minoranze straniere
Secondo il censimento del 2000, la composizione etnica del CDP era formata dal 91,7% di bianchi, l'1,2% di afroamericani, lo 0,9% di nativi americani, l'1,1% di asiatici, lo 0,1% di oceanici, il 3,3% di altre razze, e l'1,7% di due o più etnie. Ispanici o latinos di qualunque razza erano il 6,7% della popolazione.